# Pteromalus archia
Pteromalus archia är en stekelart som beskrevs av Walker 1843. Pteromalus archia ingår i släktet Pteromalus och familjen puppglanssteklar.
Artens utbredningsområde är Peru. Inga underarter finns listade i Catalogue of Life.